# Евромайдан
Евромайдан (на украински: Євромайдан) е термин за вълната от демонстрации и гражданско неподчинение, започнала в нощта на 21 ноември 2013 година, когато украинският президент Виктор Янукович отказва да подпише споразумението за асоцииране с Европейския съюз, за да засили отношенията между Украйна и Евразийския съюз, където Русия е основен играч. Протестиращите се обявяват против запазване на връзките между Украйна и Русия, като действията им се определят в последната, като фашистки преврат.

## Участници на Майдана
Студенти, активни граждани, привърженици на европейския път на развитие на Украйна, „Десен сектор“ – украинска паравоенна организация.

## Причини
Причината е отказът на тогавашния украински президент Виктор Янукович, подложен на силен политически натиск от Русия, да подпише Споразумението за асоцииране на Украйна с ЕС.
Според експерти „В сравнение с октомври 2012 г., броят на хората, които са готови да излязат на улицата, е нараснал с 5% и значително е намалял броят на тези, които не биха протестирали – от 51 до 36%“.
В така наречения „Черен четвъртък“, когато правителството на Украйна решава да спре процеса на подготовка за сключване на Споразумението за асоцииране между Украйна и ЕС, биват предприети действия. Протестиращите бързо откликват на призивите за организиране на Евромайдана. Вълна от протести залива Украйна и света. Акциите от 21 – 23 ноември 2013 преминават без използване на политическа символика.